# Декомпенсация
Декомпенса́ция (от лат. de… — приставка, обозначающая отсутствие, и compensatio — уравновешивание, возмещение) — нарушение нормального функционирования отдельного органа, системы органов или всего организма, наступающее вследствие исчерпания возможностей или нарушения работы приспособительных механизмов к патологическим изменениям, вызванным заболеванием, например, декомпенсация сердца при его пороках.

## Компенсация
Практически любой орган или система органов имеет механизмы компенсации, обеспечивающие приспособление органов и систем к изменяющимся условиям (изменениям во внешней среде, изменениям образа жизни организма, воздействиям патогенных факторов). Если рассматривать нормальное состояние организма в нормальной внешней среде как равновесие, то воздействие внешних и внутренних факторов выводит организм или отдельные его органы из равновесия, а механизмы компенсации восстанавливают равновесие, внося определённые изменения в работу органов или изменяя их самих. Так, например, при пороках сердца или при постоянной значительной физической нагрузке (у спортсменов) происходит гипертрофия мышцы сердца (в первом случае она компенсирует пороки, во втором — обеспечивает более мощный кровоток для частой работы на повышенной нагрузке).
Компенсация не является «бесплатной» — как правило, она приводит к тому, что орган или система работает с более высокой нагрузкой, что может быть причиной снижения стойкости к вредным воздействиям.

## Стадия декомпенсации
Любой компенсаторный механизм имеет определённые ограничения по степени выраженности нарушения, которое он в состоянии компенсировать. Лёгкие нарушения компенсируются легко, более тяжёлые могут компенсироваться не полностью и с различными побочными эффектами. Начиная с какого-то уровня тяжести компенсаторный механизм либо полностью исчерпывает свои возможности, либо сам выходит из строя, в результате чего дальнейшее противодействие нарушению становится невозможным. Такое состояние и называется декомпенсацией.
Болезненное состояние, в котором нарушение деятельности органа, системы или организма в целом уже не может быть скомпенсировано приспособительными механизмами, называется в медицине «стадией декомпенсации». Достижение стадии декомпенсации является признаком того, что организм уже не может собственными силами исправить повреждения. При отсутствии радикальных способов лечения потенциально смертельное заболевание в стадии декомпенсации неизбежно приводит к летальному исходу. Так, например, цирроз печени в стадии декомпенсации может быть излечен только пересадкой — самостоятельно печень восстановиться уже не может.